# Luc Chrysobergès
Luc Chrysobergès (en grec : Λουκάς Χρυσοβέργης) est patriarche de Constantinople de 1157 à 1169/1170.

## Biographie
Luc Chrysobergès exerce son patriarcat d'août/octobre 1157 à novembre (après le 19) 1169/janvier 1170. Il a également un lien de parenté avec Nicolas II Chrysobergès, patriarche de Constantinople d'avril ou mai 980 au 16 décembre 992.